# Onohondro
Onohondro is een bestuurslaag in het regentschap Nias Selatan van de provincie Noord-Sumatra, Indonesië. Onohondro telt 701 inwoners (volkstelling 2010).